# La Lapidation de saint Étienne (Rembrandt)
Pour les articles homonymes, voir La Lapidation de saint Étienne.
La Lapidation de saint Étienne est un tableau peint par Rembrandt en 1625. Il a été acquis par le musée des Beaux-Arts de Lyon en 1844 et restauré en 1965. C'est le premier tableau connu de Rembrandt dans lequel il s'est d'ailleurs représenté. La scène biblique représentée est un topos de l'art chrétien, déjà traité par Paolo Uccelo, Annibale Carraci, et Adam Elsheimer entre autres.

## Description
Le tableau représente une scène biblique décrite dans les Actes des Apôtres, chapitre 7 versets 54 à 60 : la mort du martyr Étienne, jeune diacre appartenant à la communauté chrétienne de Jérusalem, lapidé par l'assemblée du Sanhédrin, le grand conseil des chefs spirituels de la communauté juive. Influencé par Le Caravage et Adam Elsheimer, le tableau, très expressif, représente environ une vingtaine de bourreaux en train de lapider Étienne, lequel, à genoux, est en train de prononcer ses derniers mots au Christ tandis que la lumière autour de lui montre que les cieux sont prêts à recevoir son âme.
Le tableau est divisé en plusieurs plans distincts créant un effet de profondeur. Le jeu de luminosité et de teintes est caractéristique du ténébrisme et permet la mise en perspective des divers plans. Au premier sur la gauche, un homme debout et un cavalier sont dans l'ombre, tandis que sur la droite Étienne et ses persécuteurs sont dans la lumière, tandis que les personnages d'arrière-plan sont plus petits et que le fond est meublé des monuments inspirés de compositions italiennes. Jérusalem est représenté dans une zone sombre au fond. Le sanhédrin ayant mené Etienne hors de la ville afin d'appliquer leur sentence hors de la vue des autorités romaines.

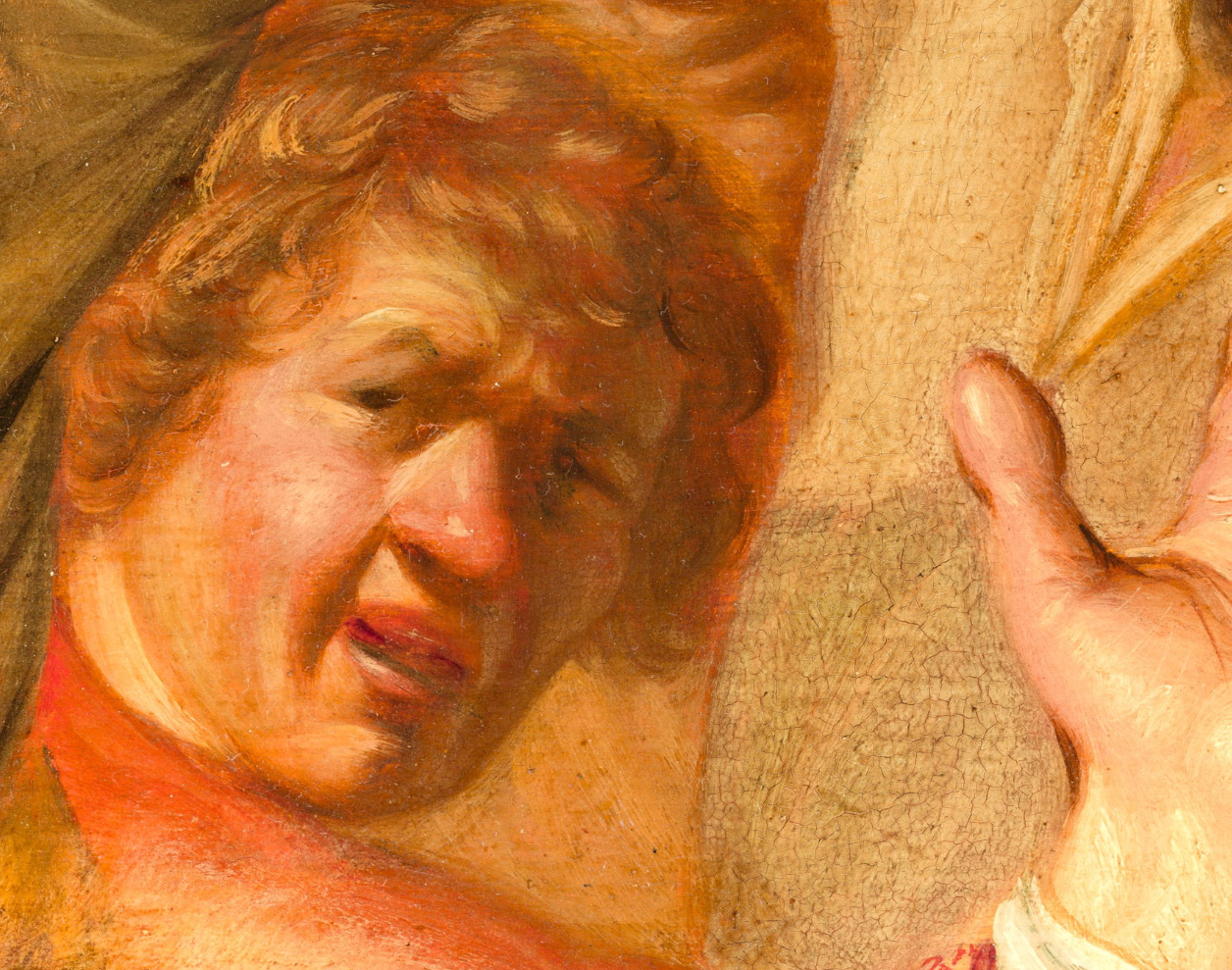
Le tout premier autoportrait de Rembrandt est présent dans ce tableau de jeunesse.

Saul de Tarse, le futur Paul, peut être vu assis dans le fond, tenant sur ses genoux les manteaux des bourreaux. L'œuvre comporte quelques maladresses ainsi que des imprécisions. Le personnage derrière le martyr présente les traits de l'artiste lui-même qui s'est ainsi représenté dans une composition plus large. John Durham suggère le fait que Rembrandt « se présente lui-même comme une présence un peu inquiétante, un participant qui peut avoir des doutes sur ce qui était en train de se passer », tandis que Bonafoux considère que se plaçant dans la foule qui participe à la lapidation, Rembrandt prend position contre l'Église. De l'autre côté du bourreau, Rembrandt représente aussi Jan Lievens, élève avec lui à l'atelier de Pieter Lastman à Amsterdam, où il vient d'arriver.

## Lecture théologique
D'après Simon Mimouni, historien des religions, Etienne aurait été condamné pour blasphème pour avoir nommé Dieu, ce qui est interdit dans la religion juive. La charge supposée de sa condamnation relève d'une vision de la justice révélée telle que formulée sur le décalogue, don du divin au peuple élu à travers la figure du prophète Moïse ainsi que le relate l'Ancien Testament. Dans le texte de l'Exode, d'après la traduction de  Louis Segond, "Tu n'invoqueras point le nom de l'Éternel, ton Dieu, en vain ; car l'Éternel ne laissera point impuni celui qui invoque son nom en vain." La figure d'Etienne, dont la défense face au sanhédrin rappelle la posture socratique, représente pour le conseil juif l'arrogance d'un mouvement religieux qui prétend à une proximité supérieure d'avec le divin. La première parousie, venue du Christ dans le monde des hommes en tant que fils de Dieu, manifeste une posture religieuse renouvelée et le commencement d'une nouvelle alliance exaltant la problématique eschatologique du Salut. La question de la singularité du dogme chrétien en tant que pensée de l'incarnation étrangère aux cultures juives et helléniques est développée par Michel Henry. Etienne est le seul apôtre à avoir été canonisé de façon posthume mais aussi le premier martyr chrétien. La canonisation de Etienne face à sa condamnation par le sanhédrin, conseil "législatif juif suprême" exprime une antinomie institutionnelle révélatrice des désaccords fondamentaux entre les deux premiers monothéismes.

## Inspirations

### Inspirations picturales
Rembrandt appartient à l’école hollandaise de peinture du XVIIe siècle. Il est un des plus grands membres du siècle d’or néerlandais durant lequel culture, science, commerce et influence politique de la Hollande ont atteint leur apogée mais aussi un mouvement contestataire qui va naître au sein des peintres. Une des caractéristiques majeures de son œuvre est l'utilisation de la lumière et de l'obscurité, une technique du ténébrisme inspirée du Caravage qui attire facilement le regard par le jeu du glissement de la luminosité et des teintes. Les thèmes abordés par l’artiste sont divers tel que le portrait / autoportrait ainsi que les scènes bibliques et historiques. Rembrandt respecte ainsi le style pictural néerlandais, notamment en représentant des scènes de la vie quotidienne et des scènes populaires. Il est possible d'inférer une ressemblance entre cette œuvre et l’œuvre de Adam Elsheimer, peinte vingt ans plus tôt.

#### Caravage

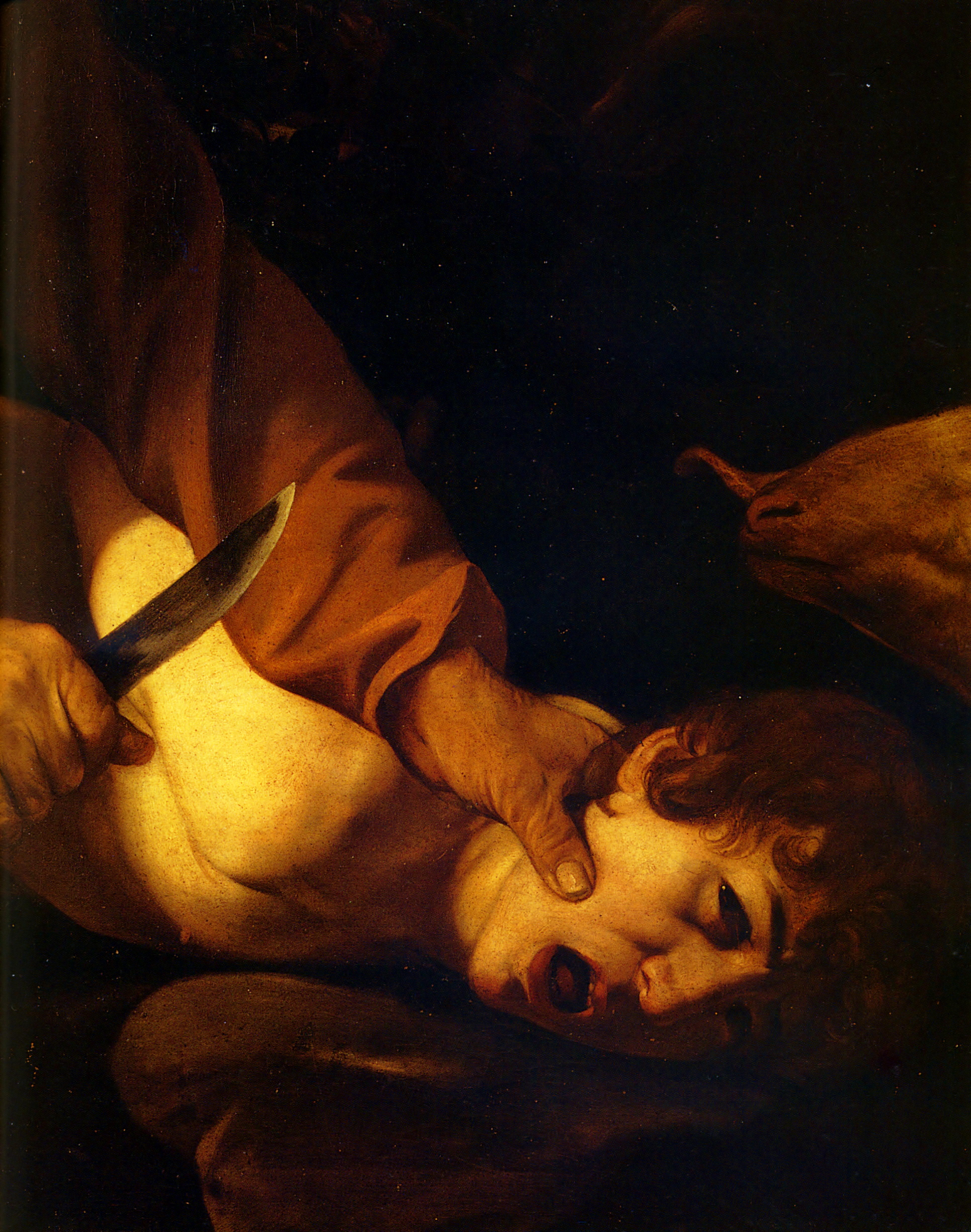
Sacrificio di Isacco

Michelangelo Merisi da Caravaggio, en français Caravage ou le Caravage, est un peintre né le 29 septembre 1571 à Milan et mort le 18 juillet 1610 à Porto Ercole. Le Sacrifice d'Isaac (en italien Sacrificio di Isacco) peint vers 1597 et conservé à la Galerie des Offices de Florence (Italie), est un bon exemple de la technique que Rembrandt utilise dans ses œuvres:
- Un jeu de lumière et d’ombre qui découpe le tableau en plans distincts délimitant ainsi les signes présents sur la toile afin d’y donner une perspective plus large.
- La violence qu’est capable de déployer l’être humain envers autrui. On trouve dans les œuvres de Caravage et Rembrandt un mouvement qui insiste sur les visages et les expressions.
- Les multiples sens qui traversent le tableau et donnent aux scènes des impressions d'animation.
- Peinture qui se veut réaliste. Mouvement de détachement avec la religion catholique et ses symboles pour des œuvres plus fidèles à la réalité. Marque du protestantisme[9].

#### Adam Elsheimer
L’inspiration qui tourne autour d’Adam Elsheimer est à la fois passionnante et mystérieuse. Ce peintre baptisé le 18 mars 1578 à Francfort-sur-le-Main et inhumé le 11 décembre 1610 à Rome, est le plus célèbre des peintres allemands du début du XVIIe siècle. La relation entre Elsheimer et Rembrandt est assez floue car nous avons peu d'information sur l'héritage picturale que Elsheimer a laissé à Rembrandt. En effet, celui-ci s’est essayé à la peinture en prenant Elsheimer comme exemple. Le rapprochement entre les deux œuvres homonymes est frappant. On peut y trouver trois zones bien distinctes : le jugement – Étienne le martyr – sa lapidation par vingt et une personnes. La lumière en diagonale laisse penser que cela est peut-être inspiré de Caravage, or le souci du détail et des visages n’est pas assez prononcé. Même le bourreau (entendons ici celui qui tient la pierre au premier plan) est dans l’ombre comme si la sentence que représente ce tableau, n'est pas en elle-même l'élément le plus important, ce n'est pas ce qui attire l'œil directement. Cette toile est peinte vingt ans avant la toile de Rembrandt. Or on ne sait pas si Rembrandt a vu le tableau, si on lui a transmis un croquis ou bien si on lui a raconté la disposition des symboles et des signes picturaux.